# 圣若瑟主教座堂 (特里凡得琅)
圣若瑟主教座堂（St. Joseph's Metropolitan Cathedral）是罗马天主教天主教特里凡得琅总教区的主教座堂，位于印度特里凡得琅。该堂始建于1873年，哥特式立面及钟楼完成于1927年。自1937年特里凡得琅教区成立后,该堂即成为主教座堂。2004年该教区升格为都主教区，该堂升为都主教座堂。立面中央为该堂主保圣若瑟与圣婴耶稣像。

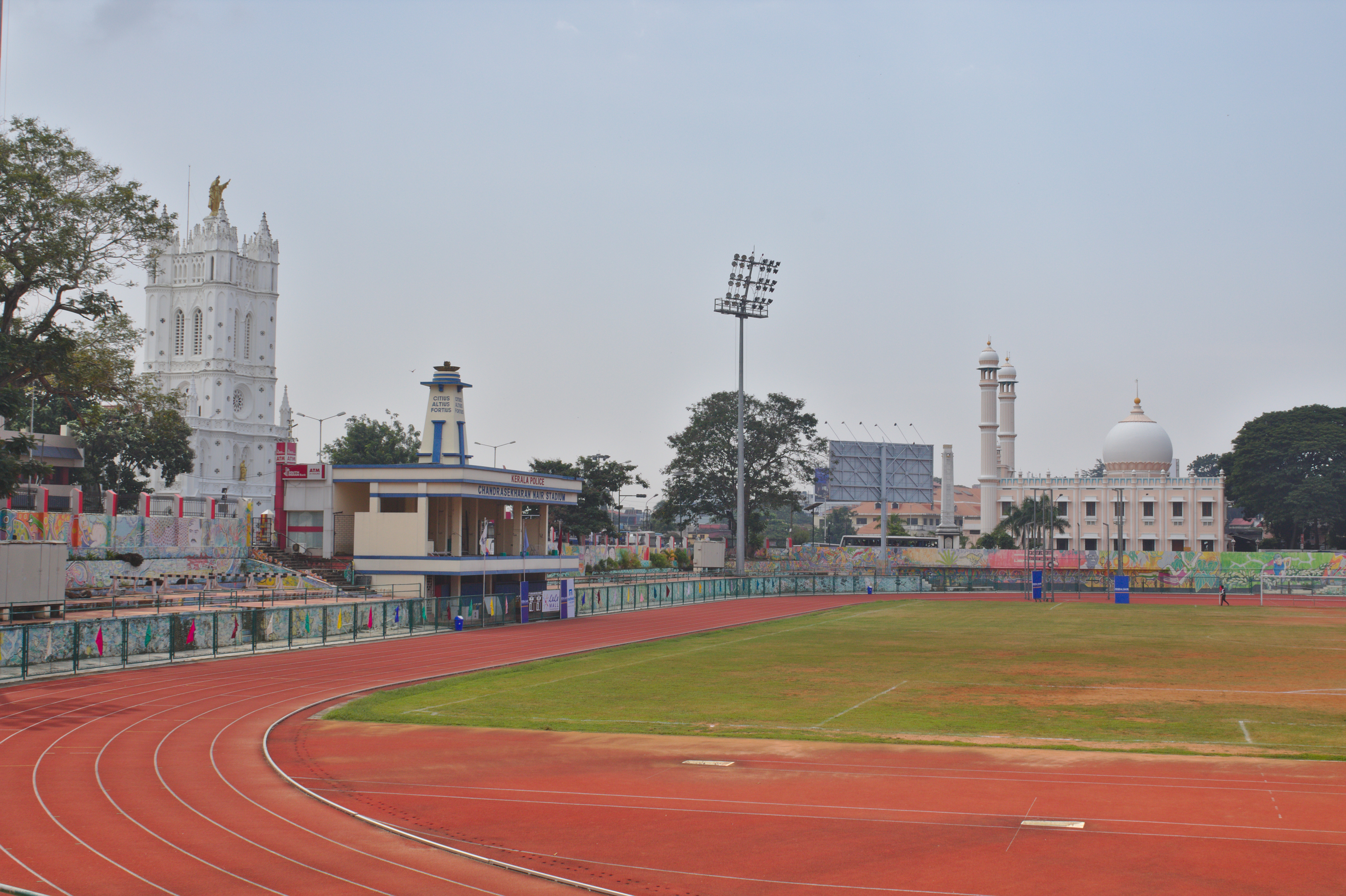
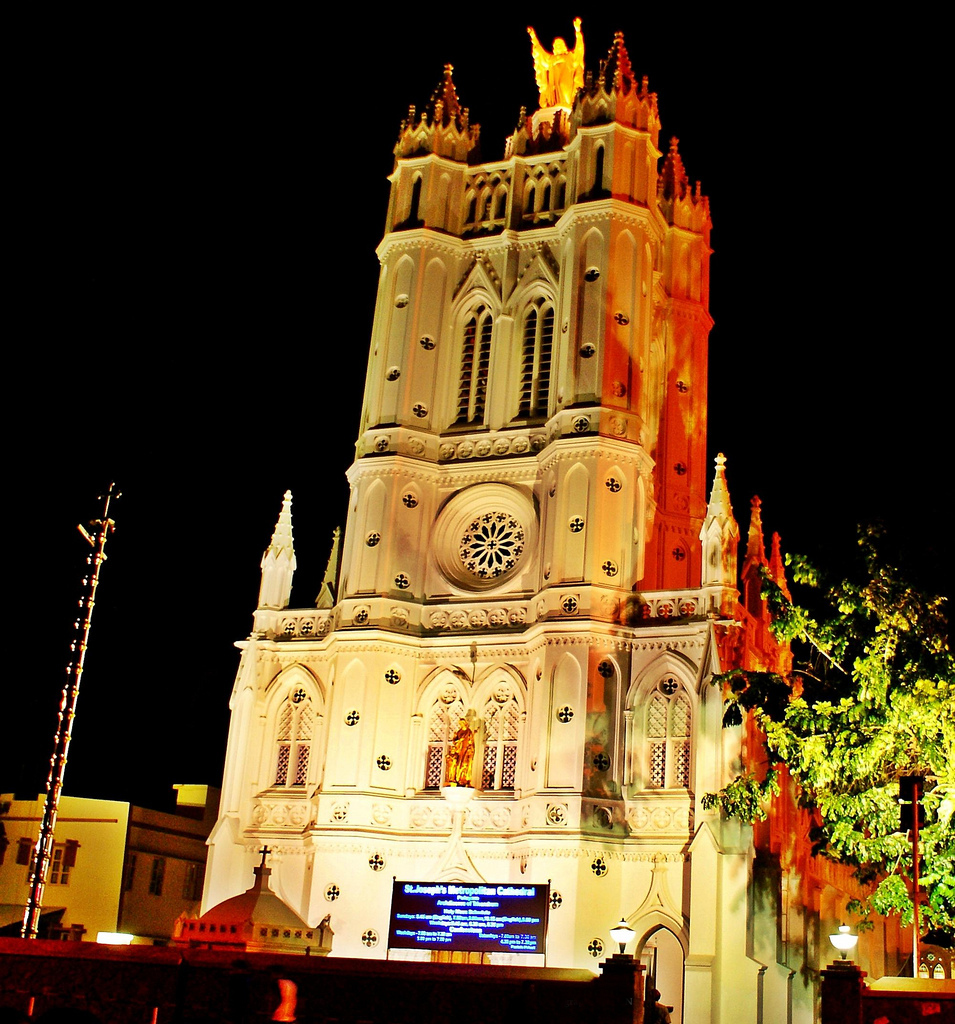
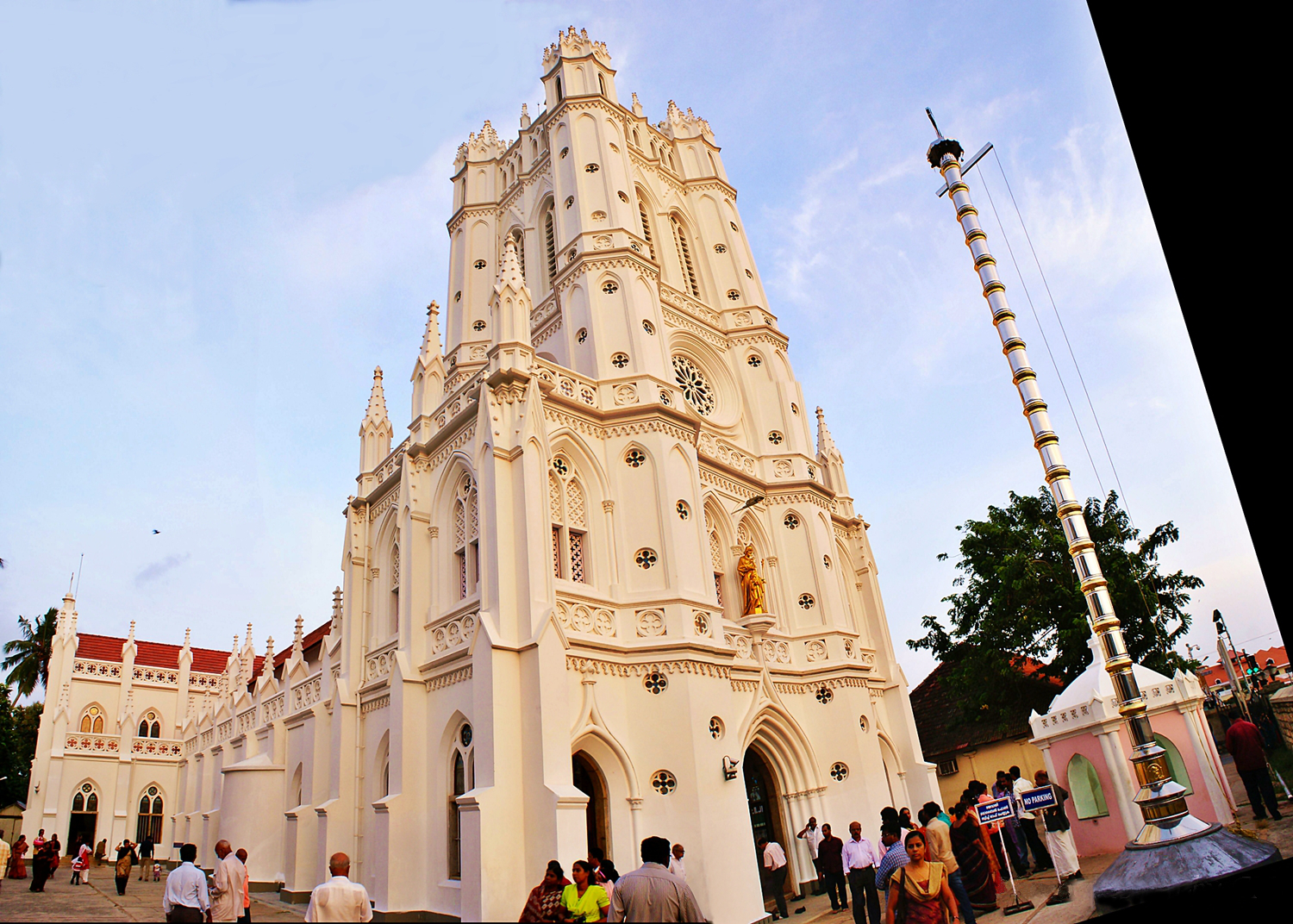
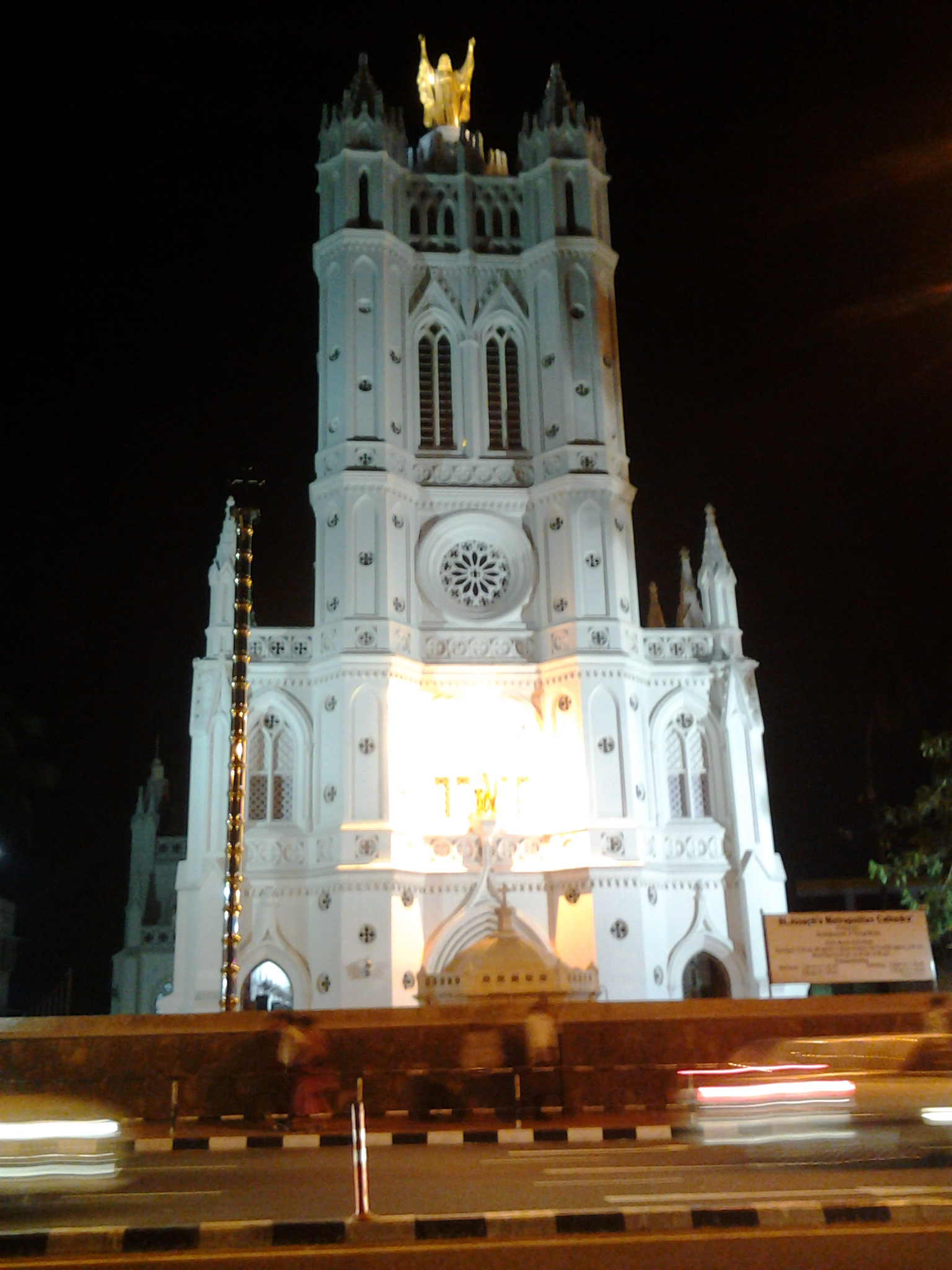